# Китайски чукучан
Китайските чукучани (Myxocyprinus asiaticus) са вид актиноптери от семейство Буфалови (Catostomidae).
Таксонът е описан за пръв път от Питер Блекер през 1865 година.